# Discorso del bivacco
Il  discorso del bivacco è stato il primo discorso tenuto da Benito Mussolini, in veste di Presidente del Consiglio dei ministri del Regno d'Italia, alla Camera dei deputati il 16 novembre 1922.

## Contesto
Il re Vittorio Emanuele III, dopo aver invano avanzato la proposta ad Antonio Salandra di formare un nuovo governo, il 30 ottobre 1922 aveva convocato Benito Mussolini a Roma per assegnargli il compito.
Il 16 novembre 1922, Mussolini si recò alla Camera dei deputati per presentare la lista dei suoi ministri, la quale annoverava solo tre personalità fasciste: Alberto de' Stefani alle finanze, Giovanni Giuriati alle Terre liberate e Aldo Oviglio alla giustizia. Il capo del Governo decise inoltre di tenere nelle sue mani le cariche di ministro dell'interno e ministro degli esteri.
In questa occasione pronunciò il "discorso del bivacco", così definito a causa del seguente celebre passo:

## Discorso

Distintivo dei mutilati in guerra

Alle ore 14:30, in un'aula gremita di gente, fecero ingresso i primi deputati fascisti e gli onorevoli Luigi Facta e Giovanni Giolitti. Alle ore 15:00, dalla porta destra, entrò Mussolini con indosso la redingote, calzoni neri e ghette bianche. Portava all'occhiello dell'abito il distintivo dei mutilati in guerra e teneva arrotolato in mano il manoscritto del discorso.
Queste sono le parole con cui il capo del governo aprì il suo discorso. Sostituì quindi la classica formula di esordio "Onorevoli colleghi" con un semplice "Signori" e affermò di non gradire nessun atto di riconoscenza: durante l'enunciazione, infatti, si mostrò infastidito dagli applausi e dalle congratulazioni rivoltegli dagli ascoltatori. Poi proseguì:
A seguito di tali affermazioni, dette con accentuato tono della voce, scoppiarono i primi forti applausi provenienti dai banchi fascisti e nazionalisti, i quali non si limitarono solo ad applaudire in modo fragoroso, ma urlarono anche: "Viva il Fascismo! Viva Mussolini!".
Queste parole crearono grande subbuglio all'interno dell'aula: ad insorgere furono soprattutto i socialisti. L'onorevole Giuseppe Emanuele Modigliani urlò "Viva il Parlamento!" e i socialisti approvarono vivamente. Così, i fascisti insorsero a loro volta slanciandosi verso i banchi degli oppositori. La calma tornò lentamente solo dopo l'intervento dei questori della Camera.
Qui l'urlo "Viva il Re! Viva l'Italia!" si alzò fragoroso. L'ovazione rivolta al Re e gli applausi partirono dai banchi fascisti per poi propagarsi agli altri settori della Camera. A questo non presero parte i socialisti ed i repubblicani.
Mussolini, poi, continuò il suo discorso affrontando il tema della politica estera, facendo un particolare riferimento all'intesa con la Francia e l'Inghilterra, e la questione della politica interna, ponendo l'accento sull'economia, sul lavoro e sulla disciplina. Successivamente si soffermò sulla riorganizzazione delle Forze Armate affermando:
Questa invocazione fu seguita da una forte esultanza da parte dei fascisti, i quali urlano "Viva l'esercito! Viva la marina!". L'urlo fu ripetuto con grande entusiasmo da tutti i componenti della Camera fuorché i socialisti.
L'oratore espose questa frase aumentando notevolmente il tono della voce, lasciando trapelare che avrebbe potuto fare a meno della Camera e che da un momento all'altro avrebbe potuto decidere di eliminarla, a seconda se essa si fosse mostrata accondiscendente o resistente. A tali affermazioni i socialisti reagirono approvando in senso ironico, mentre tutti gli altri componenti dell'aula, eccetto i fascisti, risultarono sorpresi e sconcertati.
Mussolini concluse il suo discorso con un'invocazione a Dio. La conclusione fu accolta da forti applausi da parte di fascisti, nazionalisti e liberali, mentre il resto della Camera restò in silenzio. Coloro che avevano mostrato approvazione durante l'enunciazione del discorso si recarono subito al banco del Governo per stringere la mano di Mussolini e congratularsi. Il Presidente del Governo  però, non gradendo i complimenti così come annunciato al principio del suo discorso prese alcuni fogli e fece finta di leggere. Così i deputati che si erano affollati intorno a lui si allontanarono prontamente.
Subito dopo Mussolini tenne un discorso identico presso il Senato, ma premettendo che "tutta la prima parte delle dichiarazioni che poco fa ho letto alla Camera dei Deputati non riguardano minimamente il
Senato (...). Non devo usare, nei confronti del Senato, il linguaggio necessariamente duro che ho dovuto tenere nel confronto dei signori deputati".

## Reazioni
Numerosi deputati furono amareggiati e delusi per la brutalità con la quale il capo del Governo aveva voluto colpire la Camera. Terminata la seduta, i socialisti, ovvero quelli che si sentirono più colpiti dalle parole di Mussolini, si rivolsero all'onorevole Giolitti invitandolo a prendere le difese del Parlamento, ma egli oppose un cortese rifiuto, dichiarando: "Questa Camera ha il Governo che si merita".
In molti, quindi, meditarono di dimettersi, ma allo stesso tempo pensarono che un progetto di dimissione collettiva potesse aggravare la situazione.
Il giorno dopo, unico in una platea di oppositori silenti, forse sbigottiti dalla violenza verbale del discorso del futuro duce, gli rispose il vecchio leader socialista Filippo Turati, che pronunciò un discorso altrettanto duro e veemente, di condanna del capo fascista e di denuncia dell'ignavia dei parlamentari delle altre forze politiche, poi divenuto noto con il titolo "Il Parlamento è morto" o "Il bivacco della Camera".
Affermò Turati: 
Si ebbe l'impressione di un'ora inverosimile, di un'ora tolta dalle fiabe, dalle leggende; quasi direi un'ora gaia dopo che, dicevo, il nuovo Presidente del Consiglio vi aveva parlato col frustino in mano, come nel circo un domatore di belve - oh! Belve, d'altronde, deh quanto narcotizzate! - e lo spettacolo offerto delle groppe offerte allo scudiscio e del ringraziamento di plausi ad ogni nerbata [...]»

Riferendosi poi alla richiesta di Mussolini di modificare la legge elettorale per garantire alla lista più votata un enorme premio di maggioranza (che diverrà poi la cosiddetta "Legge Acerbo", dal nome del parlamentare fascista che la propose), il che avrebbe comportato il rinvio della data delle elezioni per consentire l'approvazione della nuova legge, disse: 
Una voce all'estrema destra: «Vi piacerebbero quelle del 1920!»
Turati: «Non le abbiamo fatte noi.»
Giunta: «Le faremo col manganello!» (Vivi rumori — Commenti alla estrema sinistra — Vivaci proteste del deputato Salvadori che abbandona l'Aula — Applausi alla estrema sinistra — Commenti) [..]

Turati: 
Mussolini: «Naturale!»

Turati: 
Al termine si tennero le votazioni sulla fiducia: il Governo di Mussolini ottenne alla Camera 306 voti favorevoli (tra cui De Gasperi, Giolitti e Gronchi), 116 contrari (socialisti unitari, socialisti massimalisti, repubblicani e comunisti) e 7 astenuti. Al Senato la maggioranza fu ancora più alta: 196 voti favorevoli e 19 contrari.

## Linguaggio
Mussolini pronunciò il suo discorso senza degnare dello sguardo l'assemblea dinanzi a lui. Il linguaggio arrogante e spesso minaccioso, la voce secca e l'atteggiamento di esplicita prevaricazione contribuirono a rendere più incisive le frasi espresse. La ritmica del discorso e la scelta dei suoni suggeriscono una "logica ritmica" che avrebbe predominato su quella semantica, con un certo effetto attrattivo sugli interlocutori. Dalle sue frasi, inoltre, emerge che l'opposizione non era concepita come possibile. Mussolini parlava del presente e del futuro come determinazioni naturali: esprimeva i suoi concetti come certezze valide per il presente come per il futuro del Governo. Tale atteggiamento era finalizzato ad accrescere la fiducia nei suoi sostenitori. È degna di nota la presenza di espressioni metaforiche, le quali, in questo discorso come nell'intera propaganda mussoliniana, si ponevano come strumento linguistico per spingere gli ascoltatori all'azione.